# البقالطه
البقالطه (به عربی: البقالطة) یک شهرک در تونس است که در استان منستیر واقع شده‌است. البقالطه ۱۷٬۸۵۰ نفر جمعیت دارد.